# Beiersdorf-Freudenberg

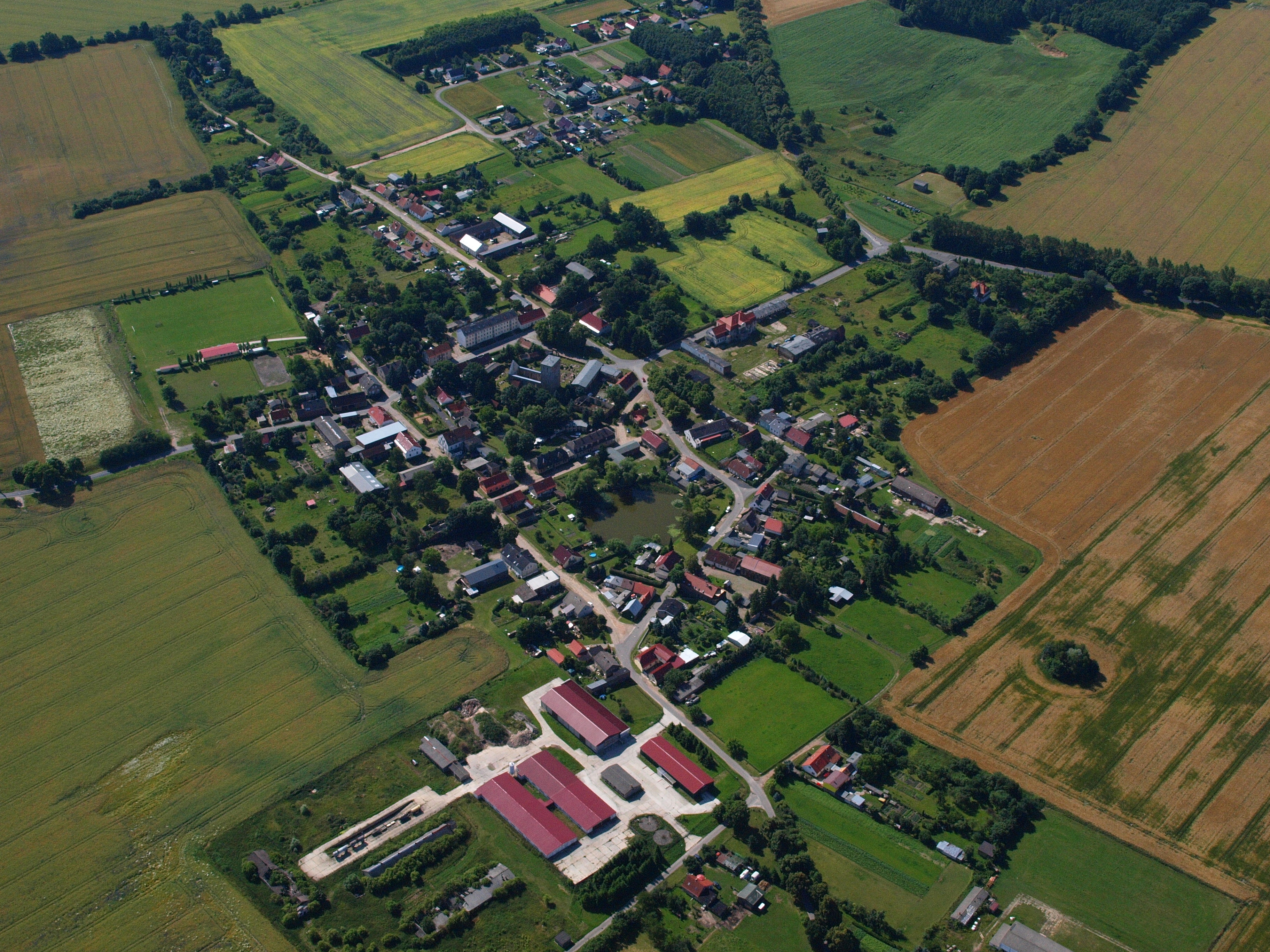
Beiersdorf von Norden

Beiersdorf-Freudenberg ist eine Gemeinde im Landkreis Märkisch-Oderland in Brandenburg und ein Teil des Amtes Falkenberg-Höhe.

## Gemeindegliederung
Die ehemals selbstständigen Gemeinden Beiersdorf und Freudenberg bilden je einen Ortsteil. Hinzu kommt der Wohnplatz Beiersdorf Ausbau.

## Geschichte
Freudenberg hieß vormals Vrondenberg. Es gehörte zum Distrikt Biesenthal und teilte das Schicksal Biesenthals und der dazugehörigen Dörfer. Deren Besitzer war bis 1427 Mathias von Uchtenhagen, der es für 400 Schock böhmischer Groschen zur Hälfte an die Brüder Klaus, Wilke und Otto von Arnim verkauft, die die andere Hälfte schon besaßen, vermutlich seit Ende des 14. Jh. 1577 übernahm Kurfürst Johann Georg von Franz von Arnim diese Lehnsbesitzung.
Beiersdorf und Freudenberg gehörten seit 1817 zum Kreis Oberbarnim in der Provinz Brandenburg und ab 1952 zum Kreis Bad Freienwalde im DDR-Bezirk Frankfurt (Oder). Seit 1993 liegen beide Orte im brandenburgischen Landkreis Märkisch-Oderland.
Die Gemeinde entstand am 31. Dezember 2001 aus dem freiwilligen Zusammenschluss der bis dahin eigenständigen Gemeinden Beiersdorf und Freudenberg.
Bei Freudenberg befand sich bis 1990 der Hauptsitz der sogenannten Dienststelle Blumberg des Ministeriums des Innern der DDR mit einer aus drei durch Gänge verbundenen Bunkern bestehenden Bunkeranlage.

## Bevölkerungsentwicklung
| Jahr | Beiersdorf | Freudenberg |      | Jahr | Beiersdorf- Freudenberg |
| ---- | ---------- | ----------- | ---- | ---- | ----------------------- |
| 1875 | 524        | 536         | 2001 | 643  |                         |
| 1910 | 573        | 587         | 2005 | 631  |                         |
| 1939 | 483        | 464         | 2010 | 566  |                         |
| 1946 | 542        | 496         | 2015 | 593  |                         |
| 1950 | 585        | 516         | 2020 | 628  |                         |
| 1971 | 516        | 395         | 2021 | 623  |                         |
| 1990 | 377        | 310         | 2022 | 623  |                         |
| 1995 | 371        | 315         | 2023 | 620  |                         |
| 2000 | 372        | 282         | 2024 | 627  |                         |

Gebietsstand des jeweiligen Jahres, Einwohnerzahl: Stand 31. Dezember (ab 1991), ab 2011 auf Basis des Zensus 2011, ab 2022 auf Basis des Zensus 2022

## Politik

### Gemeindevertretung
Die Gemeindevertretung von Beiersdorf-Freudenberg besteht aus acht Gemeindevertretern und dem ehrenamtlichen Bürgermeister. Die Kommunalwahl am 9. Juni 2024 führte zu folgendem Ergebnis:
| Wählergruppe                                         | Stimmenanteil | Sitze |
| ---------------------------------------------------- | ------------- | ----- |
| Wählergruppe „Miteinander-Füreinander“               | 23,9 %        | 2     |
| Einzelbewerber Ronald Buchholz                       | 13,3 %        | 1     |
| Einzelbewerber Wilfried Böttcher                     | 12,2 %        | 1     |
| Wählergruppe Neue Impulse für Beiersdorf-Freudenberg | 11,7 %        | 1     |
| Einzelbewerberin Monique Richter                     | 09,6 %        | 1     |
| Einzelbewerberin Simone Urbach                       | 08,8 %        | 1     |
| Einzelbewerber Ehrenfried Jäschke                    | 08,7 %        | 1     |
| Einzelbewerberin Sabrina Bork                        | 06,4 %        | 0     |
| Einzelbewerberin Stefan Hollstein                    | 05,6 %        | 0     |

### Bürgermeister
- seit 2003: Willi Huwe[10]

Huwe wurde in der Bürgermeisterwahl am 26. Mai 2019 ohne Gegenkandidat mit 90,5 % der gültigen Stimmen für eine weitere Amtszeit von fünf Jahren gewählt. Bei der Kommunalwahl 2024 wurde Huwe mit 74,9 % der gültigen Stimmen wiedergewählt.

## Sehenswürdigkeiten
In der Liste der Baudenkmale in Beiersdorf-Freudenberg stehen die in der Denkmalliste des Landes Brandenburg eingetragenen Baudenkmale.

Gutshaus in Beiersdorf
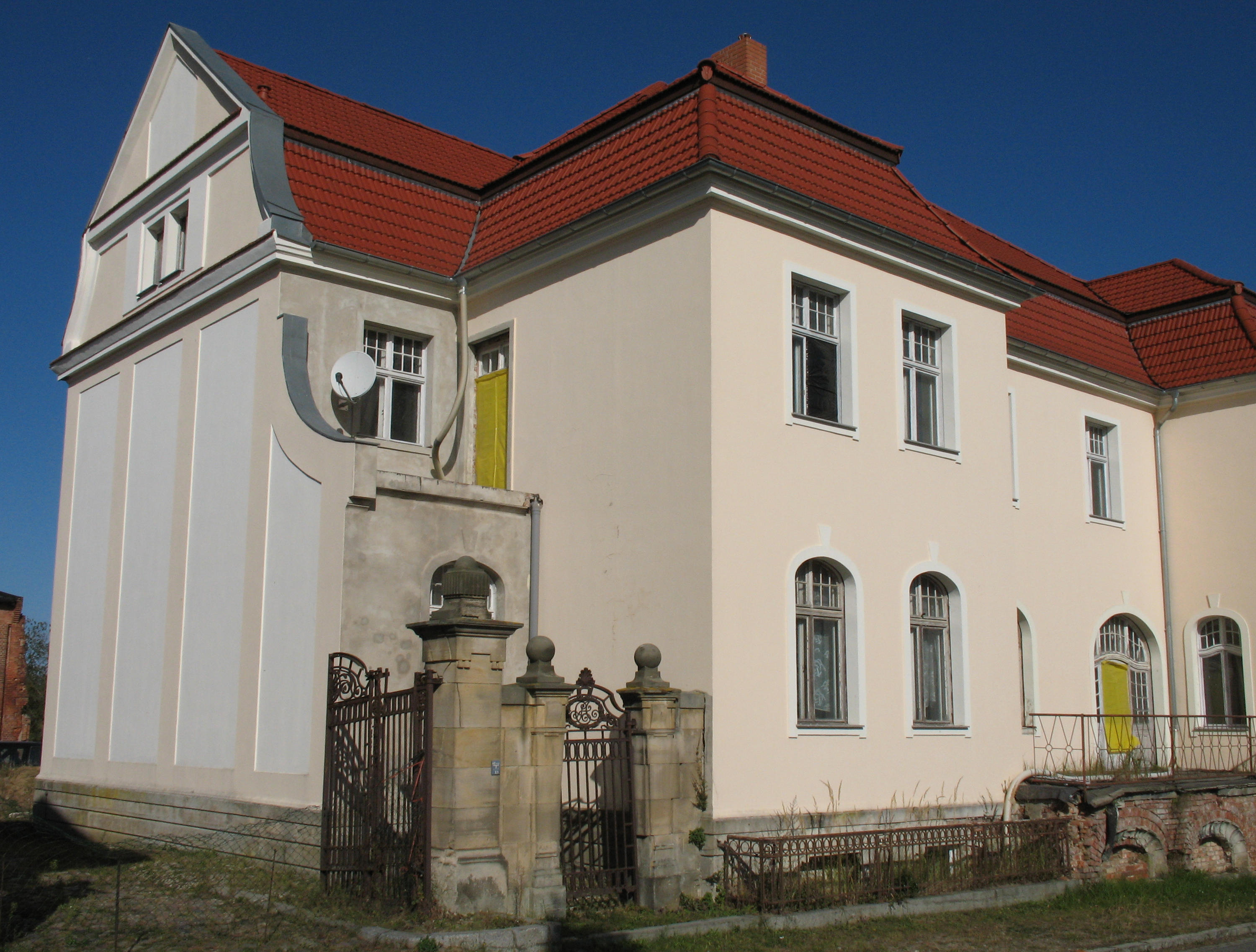
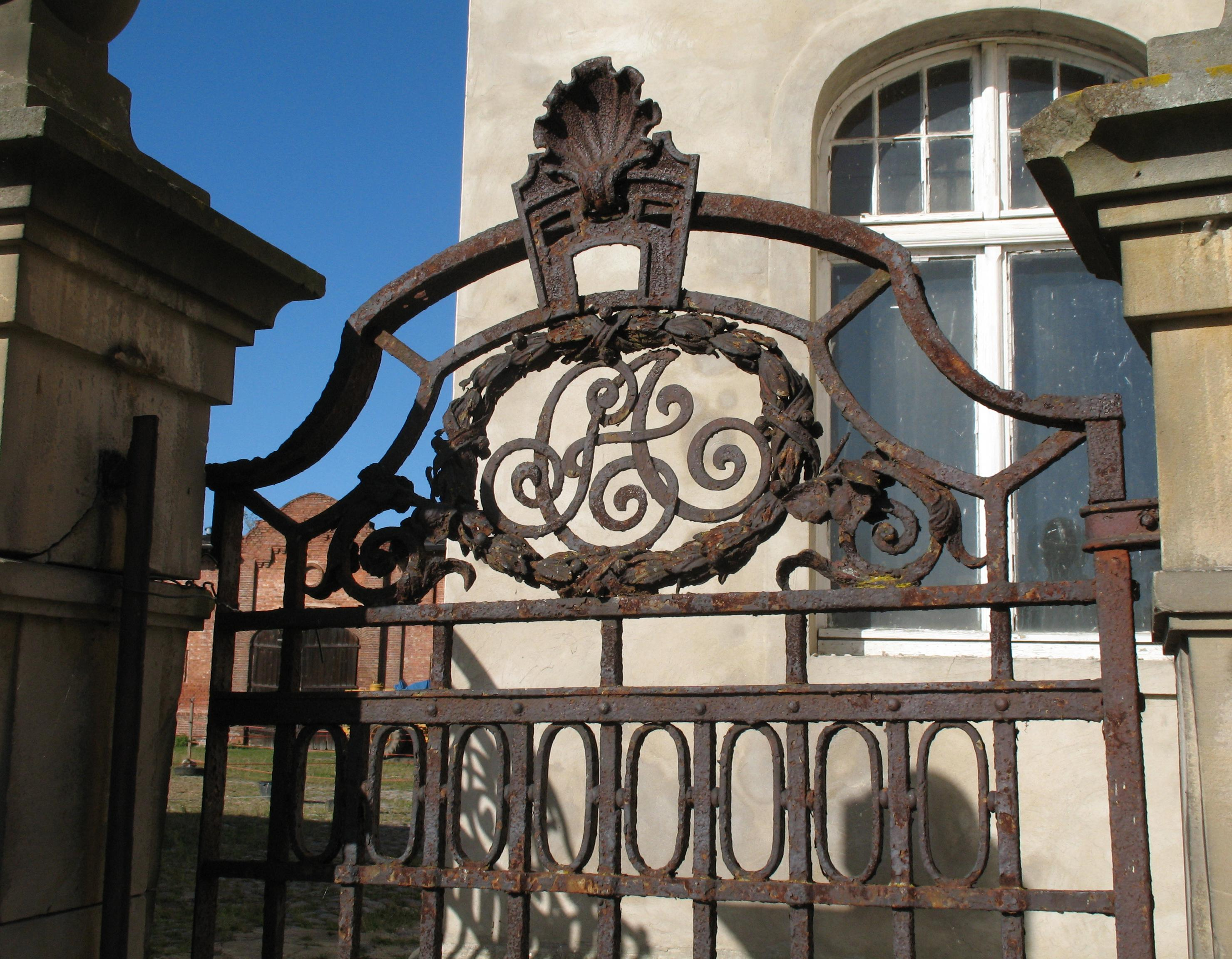
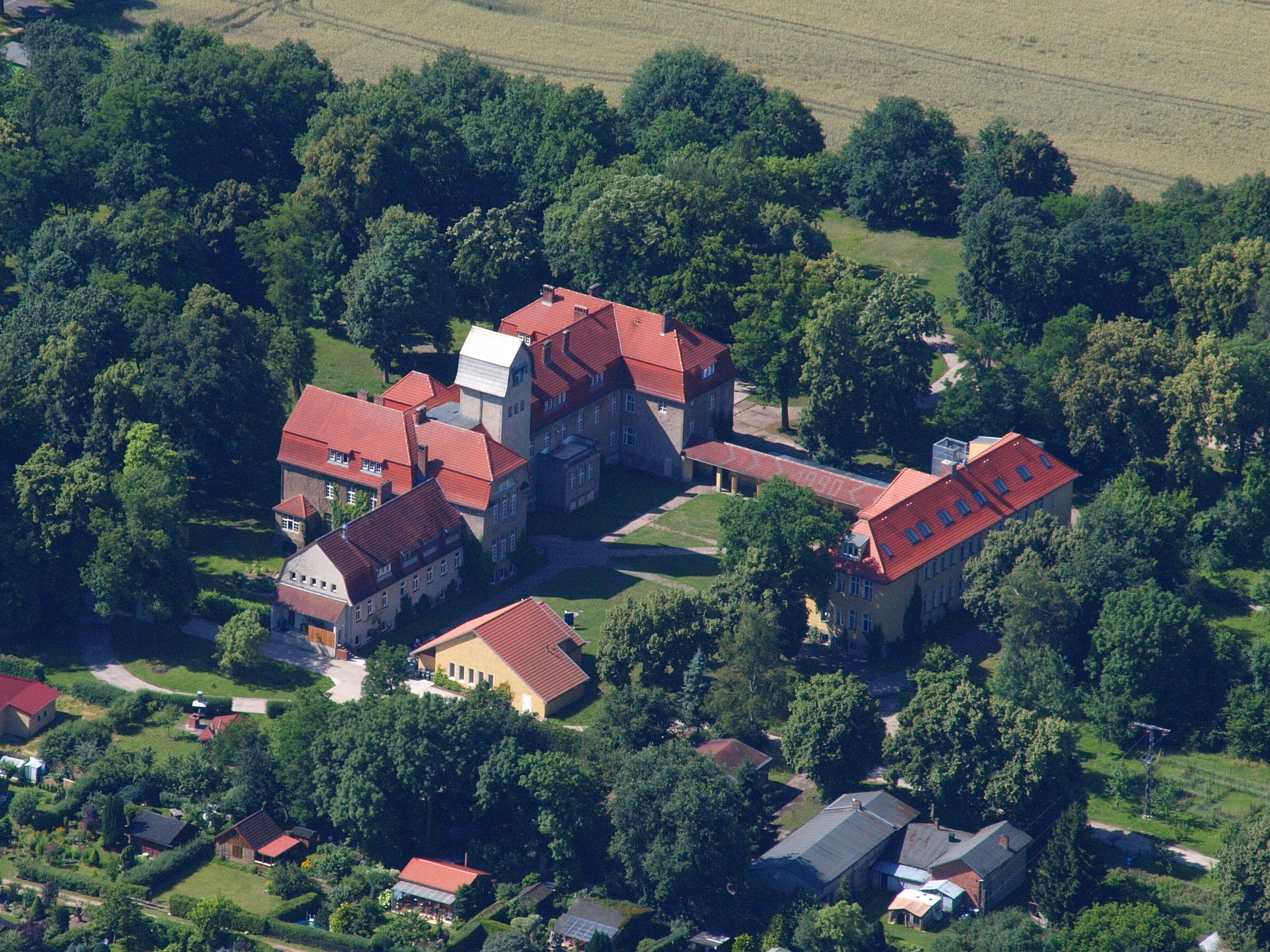

## Verkehr
Beiersdorf-Freudenberg liegt an der Landesstraße L 236 zwischen Schönfeld (Ortsteil von Werneuchen) und Leuenberg (Ortsteil von Höhenland). Die Bundesstraße B 168 Eberswalde–Müncheberg durchquert das Gemeindegebiet.

## Persönlichkeiten
- Karoline Balkow (1794–1872), Schriftstellerin, wuchs in Beiersdorf auf
- Wolfgang Priewe (1939–2024), Schriftsteller, lebte in Beiersdorf-Freudenberg